# سرعة القدم

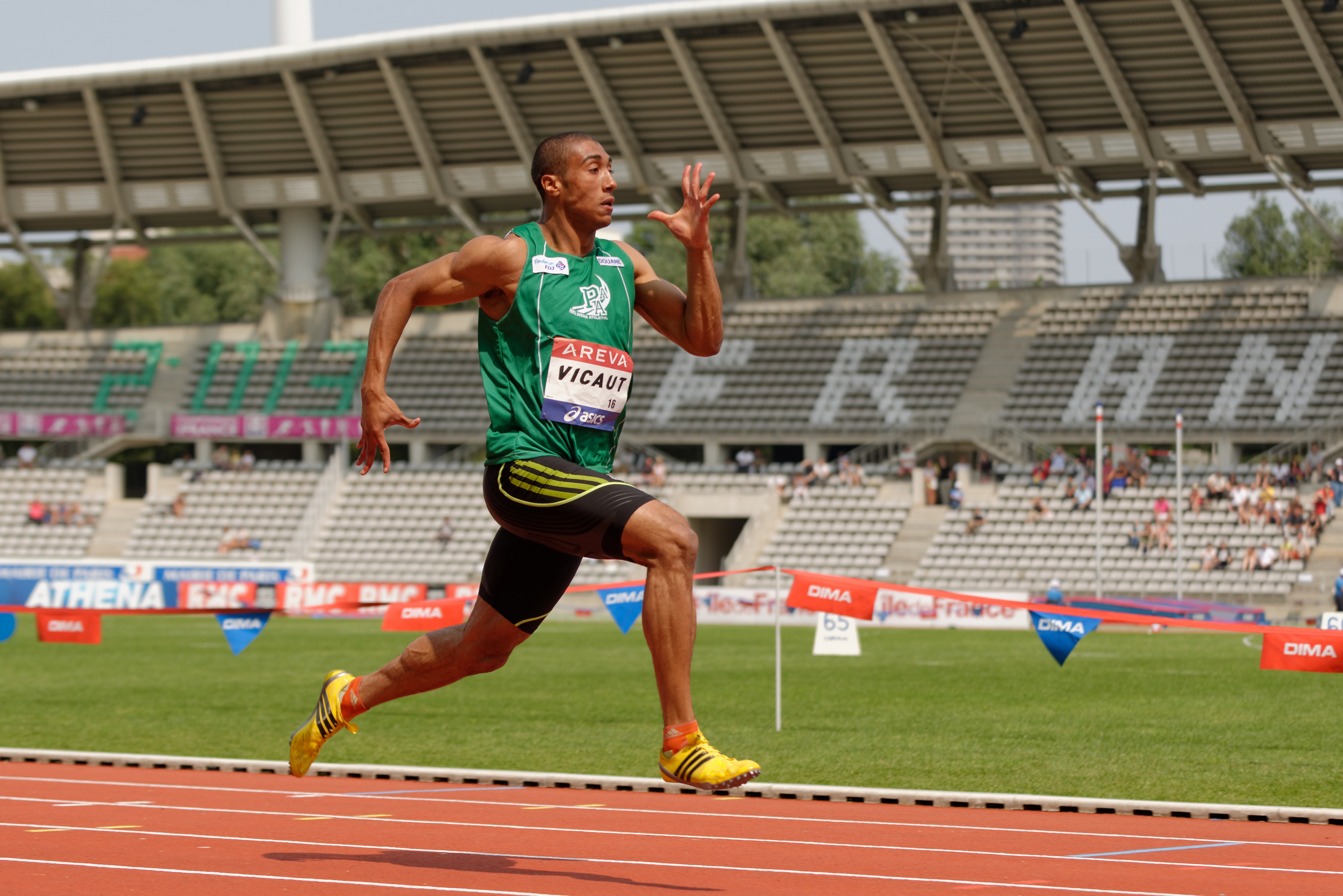
الركض هو رياضة تتطلب تطوير سرعة القدم

سرعة القدم، أو سرعة العدو، وهي السرعة القصوى التي يستطيع الإنسان فعلها في زمن محدد. تتأثر السرعة بالعديد من العوامل، وتتفاوت بشكل كبير بين مختلف البشر بسبب البنية الجسمية للفرد وتكوين الألياف العضلية الخاصة به، وهي مهمة في ألعاب القوى والعديد من الألعاب الرياضية، مثل كرة القدم، الرغبي، كرة القدم الأمريكية، المسار والميدان، الهوكي، البيسبول وكرة السلة
ماهية السرعة وتعريفها:
يُعَرف «فرانك ديك» 1980 السرعة بأنها:
القدرة على تحريك أطراف الجسم أو جزء من روافع الجسم أو الجسم ككل في اقل زمن ممكن.
وتصل الحركة إلى الحد الأقصى للسرعة حينما لا يكون هناك أي تحميل على الأطراف أو الأجزاء المتحركة مثل سرعة حركة ذراع لاعب القرص التي تتأثر بوزن القرص.
تقاس السرعة بوحدة المتر/ثانية، كما أن هناك أساليب أخرى لقياس السرعة تستخدم فيها الأجهزة والأدوات كاستخدام خلايا التصوير الكهربائية Photo- electric cells الملحقة بجهاز للطباعة، واستخدام طرق التسجيل السينمائية Cinematographic المبنية على سرعة الفيلم وجهاز الفورس بلانس Force Plates وغيرها.
ويمكن أن تكون السرعة عاملًا مباشرًا مستقلًا بذاته كما في سرعة رد الفعل عند الاستجابة لإشارة البدء في العدو، أو أن تكون عملًا غير مستقل غير مباشر كما في حالة تطوير تطبيق القوة في الوثب، والفرق بين السرعة المباشرة والسرعة غير المباشرة هو في أن إخراج السرعة القصوى كما في مثال الوثب أو الرمي يرتبط بمستوى القوة، وفي هذه الحالة قد لا تؤدى زيادة السرعة إلى تحسين الأداء، حيث أن عملية تزايد السرعة والسرعة الحركية يجب أن تكونا متوافقين، ومثال على ذلك حركات الرجلين وتوافقهما مع حركة الذراع في رمى القرص، وكذلك الارتقاء والطيران الأفقي في الوثب، وتحتاج معظم الأنشطة الرياضية إلى السرعة بأنواعها المختلفة غير أنها لا تكون في درجة واحدة بل في مختلف الإشكال، وبناء على ذلك فانه يجب قبل البدء في تنمية وتطوير السرعة لنشاط رياضي تخصصي أن تكون الخطوة السابقة لذلك هي تحديد نوعية السرعة المطلوبة لهذا النشاط.
تقسيم الأنشطة الرياضية تبعا لاحتياجاتها إلى عنصر السرعة:
1- أنشطة رياضية تحتاج إلى جميع أنواع السرعة المختلفة أو إلى معظم هذه الأنواع والتي تظهر تبعا لمواقف اللعب مثل أنشطة الألعاب ككرة القدم- كرة السلة- الكرة الطائرة- كرة اليد. وكذلك في المنازلات الفردية كالملاكمة والمصارعة والسلاح وفي أنواع العاب المضرب ورياضة السباحة.
2- أنشطة تتطلب نوعين أساسيين فقط من أنواع السرعة كالسرعة الانتقالية والسرعة الحركية للأداء في ظروف معيارية موحدة مثل الاقتراب ثم الارتقاء في رياضيات الوثب والقفز.
3- أنواع الأنشطة الرياضية التي تتطلب نوعا واحدا من أنواع السرعة في ظروف التغلب على مقاومة خارجية مثل رفع الأثقال ودفع الجلة واطاحة المطرقة أو في ظروف أداء حركات توافقية مثل الجمباز والأكروبات.
4- أنواع الأنشطة الرياضية التي تتطلب السرعة مع التحمل في نفس الوقت «السعة اللاهوائية أو التحمل اللاهوائى» مثل جري المسافات المتوسطة والطويلة.
- العوامل المؤثرة في السرعة:
تعتبر السرعة من الصفات التوافقية المركبة التي تتأثر ببعض العوامل المهمة التي يجب ملاحظتها وتتلخص فيما يلي:
1- ترتبط السرعة في الأنشطة ذات التردد الحركي (أنشطة السرعة الانتقالية) بطول الخطوة كما في العدو والجري، حيث يرتبط طول الخطوة بطول الرجل وقوتها.
2- ترتبط السرعة بمرونة المفاصل ومطاطية العضلات وخاصة بالنسبة للسرعة الانتقالية.
3- يجب ملاحظة أن السرعة تنقسم عند الأداء إلى 4 مراحل أولاهما مرحلة الانطلاق (Start Phase) ثانياً مرحلة تزايد السرعة (Acceleration Phase), والثالثة هي مرحلة السرعة القصوى (Maximum Speed Phase) والرابعة هي مرحلة تناقص السرعة (Speed Declaration Phase).
4- تتميز السرعة بخصوصيتها، بمعنى أن لكل نشاط رياضي تخصصي نوعية للسرعة خاصة به ترتبط بطبيعة الأداء، مثل السرعة المطلوبة في العدو تختلف عن السرعة المطلوبة عند الاقتراب في مسابقات الوثب والقفز.
5- تتأثر السرعة من الناحية الفسيولوجية بالعامل الوراثي الذي يتحكم في تشكيل نسبة الألياف العضلية السريعة والبطيئة وما يتبع ذلك من تكوين عدد الوحدات الحركية.
6- تحتاج السرعة إلى أن يقوم اللاعب بعمل إحماء جيد قبل الأداء، ويعمل ذلك على تحسين مطاطية العضلات ومرونة المفاصل وتنبيه الجهاز العصبي والوقاية من الإصابات.
السرعة الانتقالية والسرعة الحركية Sprint and speed of movement:
السرعة الحركية والانتقالية تأتيان في تقسيمهما الفسيولوجي ضمن القدرات اللاهوائية التي تشتمل بالإضافة إلى عنصر السرعة قدرات أخرى قد يدخل ضمنها العمل العضلي الثابت، وهنا تختلف فسيولوجية السرعة حيث أن الإنسان لا يستطيع إن يحتفظ بأقصى سرعة له إلا لبضع ثوان قليلة، فإذا ما زاد زمن الأداء انخفض معدل السرعة، وعلى هذا يمكن إدراج السرعة خلال فترة زمنية تتراوح من (5- 10 ثوان) تحت مفهوم القدرة اللاهوائية القصوى التي تشمل الأنشطة الخاصة بسرعة الحركة الوحيدة (رمى- وثب- رفع أثقال وغيرها) كما تشمل كذلك بعض مسافات العدو حتى 100م، وجرى الاقتراب لأداء حركات الوثب.
وهنا تجدر الإشارة إلى أن السرعة القصوى للاعب لا تكون دائما سرعة مستقلة في حد ذاتها، ولكنها دائما ترتبط بعوامل أخرى كثيرة كمستوى القوة المتحركة والمرونة ودرجة إتقان الأداء المهاري والتوافق، ولذلك فان تنمية السرعة هنا ترتبط بتنمية تلك العوامل، وعلى سبيل المثال تظهر السرعة المرتبطة بالقوة العضلية المتحركة وهي ما يطلق عليها القدرة أو القوة المميزة بالسرعة في الأنشطة الرياضية وحيدة الحركة كالوثب والرمي في العاب القوى، وفي هذه الأمثلة يكون الهدف من تنمية السرعة بغرض تحسين القوة المميزة بالسرعة، وبالنسبة للأنشطة الرياضية ذات الحركة الوحيدة المتكررة كسباقات العدو يرتبط هدف تنمية السرعة تنمية تحمل السرعة، وفي بعض الأنشطة الرياضية الأخرى يتطلب الأمر تنمية السرعة القصوى كما في العدو لمسافة 100م أو اقل من ذلك.
فسيولوجيا السرعة الانتقالية والحركية:
يرتبط نوعا السرعة الحركية والانتقالية فسيولوجيا بالجهاز العصبي المركزي الذي عليه أن يقوم بوظيفته من خلال التبادلات السريعة المتكررة لعمليات الاستثارة Stimulation وعمليات الكف Inhabitation للخلايا العصبية، وكذلك الاختيار الدقيق والتنظيم المستمر لعمل الوحدات الحركية ومن خلال ذلك فقط يمكن تحقيق سرعة عالية سواء كان ذلك بالنسبة للسرعة الحركية أو الانتقالية.
وعلى الجانب الأخر ترتبط السرعة الحركية والانتقالية بالعمل العضلي الذي هو نتاج تنفيذ توجيهات الجهاز العصبي حيث تقوم العضلة بإنتاج الطاقة المطلوبة لإحداث الانقباضات العضلية السريعة والتي سيأتي الحديث عنها تفصيليا، والعضلة يجب أن تكون مجهزة للقيام بهذه الانقباضات من حيث قدرتها على الانطلاق السريع أو في عملية تزايد السرعة التي تعتمد بشكل كبير على التوافق بين عمل الوحدات الحركية والانعكاسات العصبية والمكونات المطاطية داخل العضلة ذاتها، وقدرة العضلة على الانقباض بأقصى سرعة لها، كما أن قدرة العضلة على الارتخاء والمطاطية تعتبر عاملا مهما لتحقيق السرعة العالية والأداء المهاري الجيد.
أسس تدريب السرعة الانتقالية والحركية:
هناك بعض الأسس الفسيولوجية التي تضمن استمرار عملية تنمية السرعة الحركية والانتقالية، ويمكن تلخيص هذه الأسس فيما يلي:
أولا: شكل التمرينات المستخدمة:
يجب أن تأخذ التمرينات المستخدمة لتنمية السرعة الشكل الطبيعي لها عند أداء المهارة الفنية
التخصصية، بمعنى أن تدريبات السرعة للعدائين يتم استخدام نفس تدريبات العدو وفي حالة الرمي أو الوثب تؤدى الحركات بنفس الشكل الذي تؤدى عليه في المهارة الأصلية، حيث أن تدريب السرعة أساسا هو (تدريب للجهاز العصبي والألياف العضلية السريعة), ولا يمكن أن يتم التكيف الفسيولوچي إلا إذا وضعت هذه الأجهزة الفسيولوجية في نفس الشكل الذي تؤدى به الحركة.
ثانيا: طريقة التدريب والسرعة المستخدمة:
يجب أن تؤدى تدريبات السرعة تبعا لمستوى السرعة المستهدفة في البرنامج التدريبي حتى عملية التكيف الفسيولوچي للحركة وفقا للسرعة المطلوبة والتردد الحركي المستهدف والقوة الداعمة لذلك، فعلى سبيل المثال إذا كان الهدف هو أن يقطع اللاعب سباق 400م في دقيقة (60 ثانية) فانه يمكن أن يتدرب على أجزاء هذه المسافة ليقطعها في الأزمنة التي تحقق هذا الهدف، وبذلك يكون زمن 200م في التدريب هو (30 ثانية) وزمن 100م هو (15 ثانية), وبهذا الشكل تضمن أن يتدرب اللاعب على نفس السرعة ونفس قوة الانقباض ونفس عدد الخطوات وطول الخطوة، ولذا فان طريقة التدريب التي تساعد على تحقيق ذلك هي طريقة تدريب المراحل التي تشمل فترات للأداء يعقبها فترة للراحة (طريقة التدريب الفتري أو التكراري).
ثالثا: توزيع فترات الأداء وفترات الراحة البينية.
نظرا لان السرعة تعتمد على نظم الطاقة اللاهوائية فان برنامج التدريب يجب أن يصمم بطريقة
تسمح بوضع حمل كاف على العضلات لكي تنتج المركب الكيميائي الخاص بالطاقة ATP بطريقة لا هوائية، ومعنى ذلك أن التدريب إذا ما تضمن شدة أو سرعة منخفضة فان إنتاج هذا المركب سيتم ولكن بطريقة أخرى وهي الطريقة الهوائية، وهذا غير مطلوب بالنسبة لرفع مستوى كفاءة اللاعب في مكون السرعة، وبناء على ذلك يجب ألا تزيد فترة الأداء عن (2 دقيقة), حيث انه لو استمرت هذه الفترة لأكثر من ذلك لن يكون إنتاج الطاقة بالشكل اللاهوائي المطلوب، وهنا يجب أن نميز بين نوعين من نظم إنتاج الطاقة اللاهوائية وهما:
1- نظام إنتاج الطاقة اللاهوائية ATP-CP بدون وجود لاكتيك.
2- نظام إنتاج الطاقة اللاهوائية ATP-LACTIC بوجود اللاكتيك.
وقد أشارت الدراسات إلى أن مخزون الطاقة الفوسفوكرياتين PC يمكن استرجاعه بنسبة 70% خلال 30 ثانية من الاستشفاء وبنسبة 90% خلال 90 ثانية استشفاء وبنسبة 100% خلال 3 دقائق من الاستشفاء بعد الأداء القصوى.
ومن هنا تبقى مهمة المدرب في تدريب اللاعب حسب أنظمة الطاقة وحسب أزمان الاستشفاء المذكورة فلو فرضنا أن المدرب يريد تطوير السرعة القصوى للاعب 100م فيجب أن يستخدم المدرب تكرارات للمسافات من (10م-60م) بشدة (100%) والراحة 3 دقائق.
أما إذا كان هدف المدرب تنمية تحمل السرعة لنفس اللاعب فيستطيع استخدام نفس المسافات ولكن بشدة (95-100%) مع راحة 30 ثانية وحسب لياقة اللاعب.
وفي حالة ما إذا كانت فترة الأداء أكثر من (6 ثانية) فإن نظام إنتاج الطاقة اللاهوائية بوجود اللاكتيك يبدأ بالظهور وبالتالي يجب إعطاء فترة راحة طويلة نسبيا بما يسمح بفترة لاستعادة الاستشفاء، فإذا كانت فترة الأداء تتراوح ما بين (15-30 ثانية) أو أكثر قليلا يمكن بالتالي زيادة فترة الراحة لتصل إلى (2-15 دقيقة), ويحتاج اللاعبين الناشئين إلى فترات راحة أطول نسبيا من اللاعب المتقدم، وخلال فترات الراحة البينية يمكن أن يقوم اللاعب بأداء بعض التمرينات الخفيفة التي تساعد على سرعة التخلص من حامض اللاكتيك، وهذه التمرينات يجب أن تكون ذات شدة معتدلة مثل الهرولة في سباقات السرعة.
يمكن استخدام المسافات من 100م إلى 600م في هذا النوع من التدريبات.
وبالنسبة لحالة الجهاز العصبي: فانه يلعب دوراً مهماً في التأثير على أداء السرعة، ولذلك فان فترات الراحة البينية يجب أن تكون مناسبة بحيث لا تؤثر على حالة التنبيه أو الاستثارة التي وصل إليها الجهاز العصبي من خلال التكرارات في تدريب السرعة، وعادة فان عمليات الاستشفاء بعد أداء التمرين تبدأ بمعدل سريع ثم تنخفض سرعتها تدريجيا، ويرى البعض أن نسبة الاستشفاء تبلغ 65% خلال ثلث الفترة الأولى، و30% خلال الثلث الثاني ثم تبلغ 5% خلال الثلث الأخير، ومثال على ذلك في فترة الاستشفاء بعد العدو 200م والتي تبلغ حوالي 12 دقيقة، فان فترة 8 دقائق تعتبر ثلثي زمن الاستشفاء الكامل وعندها تصل نسبة الاستشفاء إلى 95%, ويفيد في بعض الأحيان أداء نوع من التدفئة في حالة زيادة طول فترة الراحة البينية لبعض الظروف.
مثال ذلك للاعب 400م يمكن إعطاءه التدريب التالي:
4X 200م (100%) الراحة 8-12 دقيقة. (الهدف تنمية السرعة الخاصة).
أو يمكن إعطاؤه التدريب التالي:
4X 200م (90%) الراحة 4 دقائق. (الهدف تنمية تحمل السرعة الخاصة).
وهناك بعض التوصيات الخاصة بتحديد مسافات السرعة (بالنسبة للاعب 100م) حيث تتحدد المسافة الأولى بمرحلة زيادة السرعة (التسارع) وحتى يصل اللاعب إلى السرعة القصوى وتكون في حدود (5-6 ثوان), ويرى البعض أن المسافة التي يقطعها العداء للوصول إلى أقصى سرعة تتراوح ما بين (50-60م), وبالنسبة لأقصى مسافة تشير الدراسات إلى أن اللاعب يستطيع تحمل الأداء بالسرعة القصوى (تثبيت السرعة) التي وصل إليها ويمكنه الاستمرار في المحافظة عليها لمسافة (20-45م) وذلك تبعا لمستوى اللاعب ومن ثم تبدأ مرحلة تناقص السرعة والتي تكون عادة بين (10م-20م).
رابعاً: المتطلبات الأساسية لتدريب السرعة:
بناء على ما سبق توضيحه عند مناقشة فسيولوچيًا كل من سرعة رد الفعل والسرعة الانتقالية والحركية، أصبح من المتيسر علينا فهم خصائص مكونات الحمل بالنسبة لتدريبات السرعة عموما، إلا أن تلك التدريبات تستلزم بعض المتطلبات الأساسية التي يمكن حصرها فيما يلي:
- تحديد نوعية السرعة وأولويتها:
تختلف طبيعة كل نشاط رياضي من حيث نوعية السرعة التي يتطلبها الأداء، كما تختلف أولوية عنصر السرعة في الأنشطة الرياضية، ولذلك فان الخطوة الأساسية التي يمكن أن يبنى عليها تخطيط برنامج تدريب السرعة هي تحديد نوعية السرعة وأولويتها بالنسبة لنوع الرياضة بشكل عام، وبالنسبة لكل لاعب بصفة فردية خاصة، ويمكن تحقيق ذلك من خلال تنفيذ الواجبات التالية:
1- تحسين رد الفعل وسرعة انطلاق البدء.
2- تحسين زمن تزايد السرعة Acceleration.
3- زيادة طول الخطوة في العدو.
4- زيادة تردد معدل الخطوات.
5- تحسين تحمل السرعة.
خامساً: شدة الأداء:
يجب أن يكون مستوى شدة أو سرعة الأداء بالحد الأقصى أو قريبا من الحد الأقصى، بحيث لا يقل عن 75-100% ويفضل أن تكون الشدة عند مستوى 90% للأنشطة التي تستمر فترة أدائها من دقيقة إلى دقيقتين، وتبلغ 100% للأنشطة ذات فترة الأداء الأقل من ذلك، مع مراعاة أن تدريبات القوة المميزة بالسرعة تتطلب إتقان الأداء المهاري أولا قبل الأداء بالسرعات القصوى، وذلك حتى يتجنب اللاعب الإصابات وحتى يسهل في نفس الوقت تصحيح الأخطاء الفنية، وتعتبر عملية التدريب على الأداء المهاري بسرعة بطيئة ثم ربطها بالسرعات العالية من المهام الصعبة بالنسبة للمدرب، ولذلك يقترح على سبيل المثال عند العدو لمسافة 75 مترا أن يقوم العداء بالتركيز على الأداء المهاري لمسافة 40 مترا الأولى بسرعة أبطأ، ثم يبدأ بعد ذلك زيادة سرعته تدريجيا للمسافة المتبقية وهي 35 مترًا.
سادسا: موقع تدريبات السرعة في البرنامج الأسبوعي:
نظرا لما تتميز بدء تدريبات السرعة من الشدة القصوى وما تسببه من ضغط عصبي وبدني، وحتى يمكن تجنب تأثير التعب على أداء اللاعب، يجب أن تؤدى تدريبات السرعة بحيث تكون عضلات اللاعب وجهازه العصبي في حالة تسمح للأداء بأقصى سرعة ممكنة، ولذا يفضل إلا تزيد تدريبات السرعة عن 3-4 مرات خلال دورة الحمل الأسبوعية على أن تؤدى تدريبات السرعة وجسم اللاعب في حالة راحة كأن يكون ذلك في بداية الجرعة التدريبية وبعد أداء التسخين مباشرة.
سابعا: السرعة والعامل الوراثي:
ارتبطت السرعة بالعامل الوراثي للفرد مما دعا البعض أن يقول: «أن لاعب السرعة يولد ولا يصنع» وفي حقيقة الأمر نجد انه على الرغم من أن الإمكانات الطبيعية الأفضل التي يوفرها العامل الوراثي تمثل أحد الأسباب الرئيسية لظهور عنصر السرعة، إلا أن البطل الرياضي هو نتاج العمل الجاد، في نفس الوقت لا يمكن إغفال دور العامل الوراثي إذ أن نسبة الألياف العضلية السريعة التي يرثها الفرد تشكل لديه استعداد طيبا لأنشطة السرعة، إلا أن نوعية التدريب الرياضي وخاصة تدريبات السرعة يمكن أن تؤثر على تحويل نوع من الألياف السريعة (2أ) إلى النوع الأسرع الآخر (2ب) فيزداد اللاعب سرعة.
ثامنا: السرعة وتركيز الانتباه:
لا يستطيع الفرد أن يركز انتباهه وتفكيره في أشياء كثيرة في وقت واحد، ولذا يجب على لاعب السرعة أن يركز تفكيره فقط في الواجب الحركي الملقى على عاتقه وهو الوصول إلى أقصى سرعة أداء ممكنة وفشل اللاعب في تركيز الانتباه يؤدى إلى أن يكون أداؤه بسرعات اقل من القصوى. وعند الاستعداد لانطلاق البداية في سباقات العدو يجب أن يكون تركيز اللاعب أو السباح على أول حركة عضلية سوف يقوم بها، وهل ستكون حركة بالذراعين أم الرجلين؟ ويكون تركيز اللاعب في ذلك أكبر من تركيزه على سماع صوت طلقه البداية، لان اللاعب إذا ركز انتباهه على صوت الطلقة فان استجابة رد الفعل ستكون أبطأ نظرا لأنه سوف يقوم بعد عملية سماع الطلقة بتحويل انتباهه من الصوت إلى الحركة
المرجع: المكتبة الرياضية الشاملة
وغيرها من الرياضات.

## العوامل فيالسرعة
إن العامل الرئيسي لتحديد سرعة القدم في الجري السريع هو هيمنة نوع واحد متميز من الألياف العضلية على الالياف العضليه الأخرى، وتحديدًا نسبة العضلات سريعة الارتداد إلى تباطؤ العضلات في استعداد العداء البدني. وعلى الرغم من أن العضلات السريعة لا تنتج طاقة أكثر من عضلات النتوء البطيئة عندما تتقلص، فإنها تفعل ذلك بسرعة أكبر من خلال عملية التمثيل الغذائي اللاهوائي، وإن كان ذلك على حساب الكفاءة المنخفضة على مدى فترات أطول من إطلاق النار. يمتلك الإنسان المتوسط نسبة متساوية تقريباً من الوتيرة السريعة إلى الضفيرة البطيئة، ولكن العداءين الأعلى قد يمتلكون ما يصل إلى 80٪ من الألياف السريعة، في حين قد يكون لدى العدائين الكبار لمسافات طويلة 20٪ فقط. ويعتقد أن هذه النسبة لها أصول وراثية، على الرغم من أن البعض يؤكد أنه يمكن تعديلها عن طريق تدريب العضلات. تعتبر «معسكرات السرعة» و «أدلة التدريب على السرعة»، التي تزعم أنها تقدم زيادات كسرية في الحد الأقصى لسرعة القدم، تحظى بشعبية بين الرياضيين المحترفين في مهدها، وتشير بعض المصادر إلى أنه يمكن تدريب 17٪ إلى 19٪ من السرعة.
على الرغم من أن شكل الجري الجيد مفيد في زيادة السرعة، فقد ثبت أن العدائين السريعين والبطيئين يتحركون أرجلهم بمعدل متساوي تقريبًا - إنها القوة التي تمارسها الساق على الأرض التي تفصل بين العداء السريع والعداء البطئ. كبار العدائين لمسافات قصيرة يبذل ما يصل إلى أربعة أضعاف وزن الجسم في الضغط على سطح التشغيل. لهذا السبب، فإن كتلة العضلات في الساقين، بالنسبة إلى إجمالي وزن الجسم، هي عامل رئيسي في زيادة سرعة القدم.

## حدودالسرعة
كان الرقم القياسي 44.72 كم / ساعة (27.8 ميلا في الساعة)، شوهد خلال الدور النهائي لسباق 100 متر في بطولة العالم في برلين في 16 أغسطس 2009 من قبل يوسين بولت. (كان متوسط سرعة بولت على مدار هذا السباق 37.58 كم / س أو 23.35 ميل في الساعة). إن السرعة القصوى للإنسان هي أبطأ بشكل مدهش من العديد من الحيوانات. بالمقارنة مع الحيوانات البرية الأخرى، البشر قادرون على التحمل بشكل استثنائي، ولكن غير قادر على السرعة الكبيرة. على سبيل المثال، يمكن للفهود الحصول على رشقات نارية قصيرة بسرعة تزيد عن 100 كم / ساعة (62 ميل في الساعة)، وقد وصل حصان الولايات المتحدة إلى 88 كم / الساعة (55 ميلاً في الساعة)، ويمكن أن تصل الكلاب السلوقية إلى 70 كم / ساعة (43 ميلاً في الساعة)، تم قياس الحمار الوحشي المنغولي بسرعة 64 كم / ساعة (40 ميلاً في الساعة). حتى القط المنزلي قد يصل إلى 48 كم / ساعة (30 ميل في الساعة).